# Marsala Volley 2020-2021
Questa voce raccoglie le informazioni riguardanti il Marsala Volley nelle competizioni ufficiali della stagione 2020-2021.

## Organigramma societario
Area direttiva
- Presidente: Massimo Alloro

Area tecnica
- Allenatore: Daris Amadio
- Allenatore in seconda: Francesco Campisi
- Assistente allenatore: Maurizio Negro

## Rosa
| N° | Nome                 | Ruolo | Data di nascita  | Squadra     |
| -- | -------------------- | ----- | ---------------- | ----------- |
| 1  | Giulia Caserta       | C     | 21 marzo 1999    | Italia      |
| 3  | Lauryn McCall-Ginnis | S     | 13 febbraio 1996 | Stati Uniti |
| 5  | Federica Nonnati     | O     | 25 marzo 1999    | Italia      |
| 6  | Alessandra Mistretta | L     | 5 febbraio 2002  | Italia      |
| 8  | Giorgia Mazzon       | S     | 18 agosto 1998   | Italia      |
| 9  | Ilaria Demichelis    | P     | 27 agosto 1987   | Italia      |
| 10 | Sveva Parini         | C     | 3 marzo 2001     | Italia      |
| 11 | Simona Vaccaro       | L     | 16 ottobre 1996  | Italia      |
| 12 | Aurora Pistolesi     | S     | 3 giugno 1999    | Italia      |
| 14 | Sara Colombano       | P     | 19 maggio 2000   | Italia      |
| 16 | Sara Caruso          | C     | 5 febbraio 2001  | Italia      |
| 18 | Adelaide Soleti      | S     | 10 dicembre 1997 | Italia      |

## Risultati

### Serie A2

#### Girone di andata
| 1ª giornata - 20 settembre 2020 Geopalace, Olbia                   | Hermaea        | 2 - 3 | Marsala          | 25-22, 18-25, 25-27, 25-23, 10-15 |
| 2ª giornata - 27 settembre 2020 PalaBellina, Marsala               | Marsala        | 1 - 3 | Roma Club        | 24-26, 25-22, 19-25, 21-25        |
| 3ª giornata - 3 ottobre 2020 Palestra Magagni, Castelnuovo Rangone | Montale        | 0 - 3 | Marsala          | 14-25, 20-25, 21-25               |
| 4ª giornata - 11 ottobre 2020 PalaBellina, Marsala                 | Marsala        | 3 - 2 | CUS Torino       | 25-21, 25-22, 24-26, 22-25, 15-9  |
| 5ª giornata - 15 ottobre 2020 Palazzetto San Luigi, Busto Arsizio  | Futura Giovani | 1 - 3 | Marsala          | 16-25, 25-15, 27-29, 24-26        |
| 6ª giornata - 17 ottobre 2020 PalaManera, Mondovì                  | Mondovì        | 3 - 1 | Marsala          | 19-25, 25-16, 25-17, 25-22        |
| 7ª giornata - 5 gennaio 2021 PalaBellina, Marsala                  | Marsala        | 3 - 0 | Pinerolo         | 25-20, 25-17, 25-22               |
| 8ª giornata - 31 gennaio 2021 Centro Pavesi, Milano                | Club Italia    | 3 - 0 | Marsala          | 27-25, 25-10, 25-21               |
| 9ª giornata - 12 gennaio 2021 PalaBellina, Marsala                 | Marsala        | 3 - 2 | Academy Sassuolo | 25-22, 23-25, 17-25, 25-18, 15-6  |

#### Girone di ritorno
| 10ª giornata - 15 novembre 2020 PalaBellina, Marsala                   | Marsala          | 3 - 0 | Hermaea        | 25-20, 25-20, 25-17        |
| 11ª giornata - 23 novembre 2020 PalaFonte, Roma                        | Roma Club        | 3 - 1 | Marsala        | 25-21, 20-25, 25-19, 25-20 |
| 12ª giornata - 20 gennaio 2021 PalaBellina, Marsala                    | Marsala          | 3 - 1 | Montale        | 25-20, 17-25, 25-23, 25-23 |
| 13ª giornata - 5 dicembre 2020 PalaRuffini, Torino                     | CUS Torino       | 0 - 3 | Marsala        | 23-25, 23-25, 22-25        |
| 14ª giornata - 9 dicembre 2020 PalaBellina, Marsala                    | Marsala          | 3 - 1 | Futura Giovani | 25-23, 19-25, 25-20, 25-21 |
| 15ª giornata - 13 dicembre 2020 PalaBellina, Marsala                   | Marsala          | 0 - 3 | Mondovì        | 18-25, 22-25, 19-25        |
| 16ª giornata - 19 dicembre 2020 Palazzetto dello sport, Pinerolo       | Pinerolo         | 3 - 0 | Marsala        | 25-23, 25-21, 29-27        |
| 17ª giornata - 17 gennaio 2021 PalaBellina, Marsala                    | Marsala          | 3 - 0 | Club Italia    | 25-22, 25-18, 26-24        |
| 18ª giornata - 24 gennaio 2021 Palestra Santissima Consolata, Sassuolo | Academy Sassuolo | 1 - 3 | Marsala        | 29-27, 20-25, 24-26, 17-25 |

### Pool promozione

#### Girone di andata
| 1ª giornata - 27 febbraio 2021 PalaBellina, Marsala    | Marsala       | 3 - 2 | Adolfo Consolini | 17-25, 22-25, 25-18, 25-16, 15-9  |
| 2ª giornata - 7 marzo 2021 PalaFontescodella, Macerata | Helvia Recina | 3 - 1 | Marsala          | 25-21, 18-25, 25-22, 25-18        |
| 3ª giornata - 2 maggio 2021 PalaDionigi, Vallefoglia   | Megavolley    | 2 - 3 | Marsala          | 25-23, 25-13, 26-28, 17-25, 10-15 |
| 4ª giornata - 20 marzo 2021 PalaBellina, Marsala       | Marsala       | 3 - 0 | Soverato         | 25-21, 26-24, 28-26               |
| 5ª giornata - 15 aprile 2021 PalaCesari, Cutrofiano    | Cutrofiano    | 3 - 1 | Marsala          | 25-22, 25-18, 17-25, 25-14        |

#### Girone di ritorno
| 6ª giornata - 4 maggio 2021 Palazzetto dello Sport, San Giovanni in Marignano | Adolfo Consolini | 3 - 0 | Marsala       | 25-23, 25-15, 25-18               |
| 7ª giornata - 31 marzo 2021 PalaBellina, Marsala                              | Marsala          | 3 - 2 | Helvia Recina | 20-25, 25-19, 22-25, 25-21, 15-12 |
| 8ª giornata - 10 aprile 2021 PalaBellina, Marsala                             | Marsala          | 3 - 1 | Megavolley    | 25-21, 25-21, 29-31, 25-23        |
| 9ª giornata - 18 aprile 2021 PalaScoppa, Soverato                             | Soverato         | 3 - 0 | Marsala       | 25-22, 25-21, 25-20               |
| 10ª giornata - 25 aprile 2021 PalaBellina, Marsala                            | Marsala          | 3 - 0 | Cutrofiano    | 25-20, 25-16, 25-21               |

#### Play-off promozione
| Quarti di finale (gara 1) - 12 maggio 2021 PalaBellina, Marsala             | Marsala  | 3 - 1 | Pinerolo | 9-25, 25-20, 27-25, 25-18             |
| Quarti di finale (gara 2) - 15 maggio 2021 Palazzetto dello sport, Pinerolo | Pinerolo | 3 - 0 | Marsala  | 25-18, 25-20, 25-14 Golden set: 15-13 |

### Coppa Italia di Serie A2
| Quarti di finale - 4 marzo 2021 PalaDionigi, Vallefoglia | Megavolley | 3 - 2 | Marsala | 20-25, 15-25, 25-21, 25-23, 16-14 |